# Monasterio de Santa Clara de Bidaurreta
El monasterio de Santa Clara de Bidaurreta, conocido habitualmente como Monasterio de Bidaurreta y cuya advocación es de la Santísima Trinidad, es un convento de monjas Clarisas Franciscanas situado en la localidad de Oñate (Guipúzcoa, País Vasco, España).

## Historia
El Monasterio fue fundado en 1510 por Juan López de Lazarraga, contador mayor de los Reyes Católicos, y su esposa Juana de Gamboa, para servirles de sepultura. Bien de Interés Cultural (BIC), es Monumento Histórico-Artístico de interés nacional desde 1980.

## Descripción

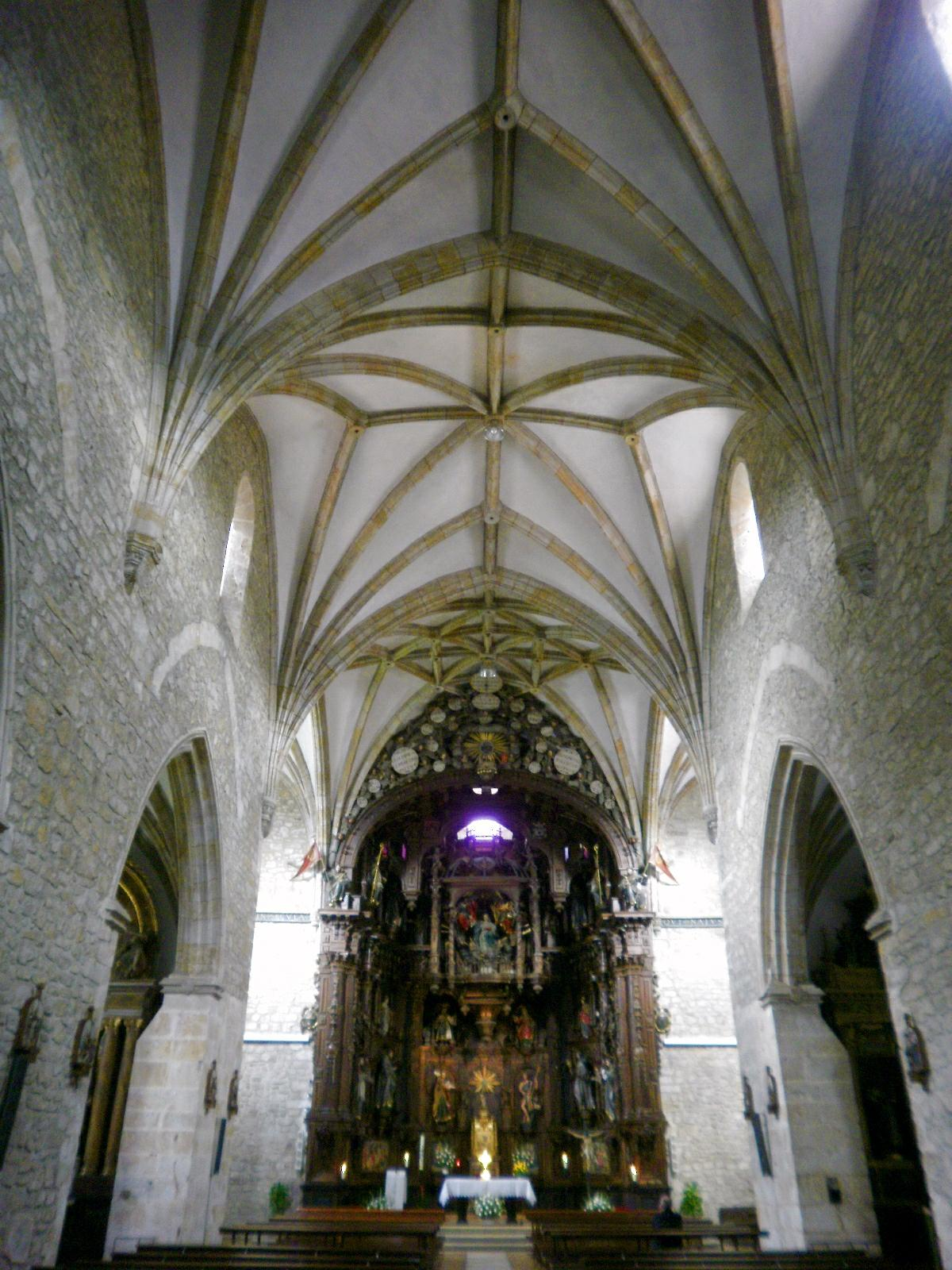
Interior de la iglesia.

La iglesia es de planta de cruz latina, con nave de tres tramos, brazo transversal o transepto, crucero y cabecera de tres paños. Las bóvedas de los tramos son de crucería compleja con terceletes. El tramo anterior cubre el coro alto, que posee sotocoro también abovedado. Adosadas a la nave longitudinal hay cinco capillas laterales de menor altura que aquella e igual anchura que el brazo transversal, por lo que exteriormente el templo da la sensación de ser rectangular.
El transepto y las capillas alojan varios retablos e imágenes de época barroca. El acceso al templo se hace por su hastial occidental, donde el vano no es más que una sencilla puerta adintelada. En la fachada norte existe una portada tardogótica con tímpano y decoración escultórica que da acceso a una de las capillas laterales del lado del Evangelio.
Confluyen en el edificio tres estilos. El gótico isabelino se aprecia sobre todo en los lienzos exteriores, decorados a base de escudos con los emblemas de los Reyes Católicos sostenidos por águilas y cornisas con doble festón de bolas. El renacentista está presente en el austero sepulcro de los fundadores y en el retablo plateresco de dos cuerpos, fechado en 1533 y obra del tallista oñatiarra Juan de Olazaran, que cronológicamente puede ser el primero renacentista de Guipúzcoa. Ambos elementos se ubican en el brazo norte del transepto. Y el mudéjar, cuyos elementos característicos asoman en el claustro y en el artesonado del refectorio, los cuales forman parte de la clausura. 
El retablo mayor de la iglesia es de un suntuoso estilo barroco en transición al rococó, realizado entre 1751 y 1753, con mazonería sin dorar, lo que brinda un fondo oscuro sobre el que contrastan gran número de tallas policromadas de santos y una coronación de la Virgen entre el Padre y el Hijo, conformando una escenografía muy dinámica y efectista. 
Como curiosidad, en 2008 se encontró en Bidaurreta el plano más antiguo de la Catedral de Sevilla.

## Galería

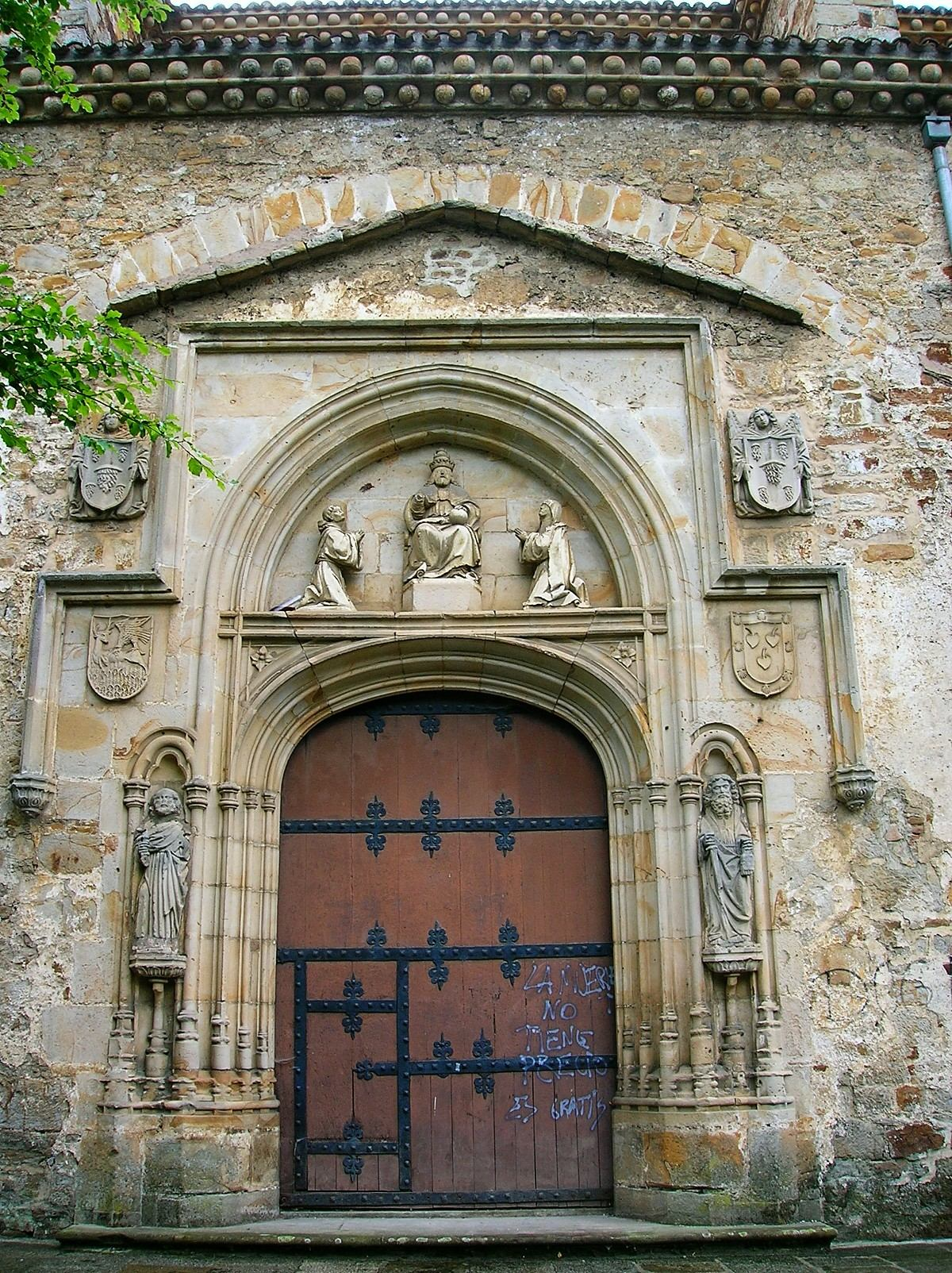
Portada norte
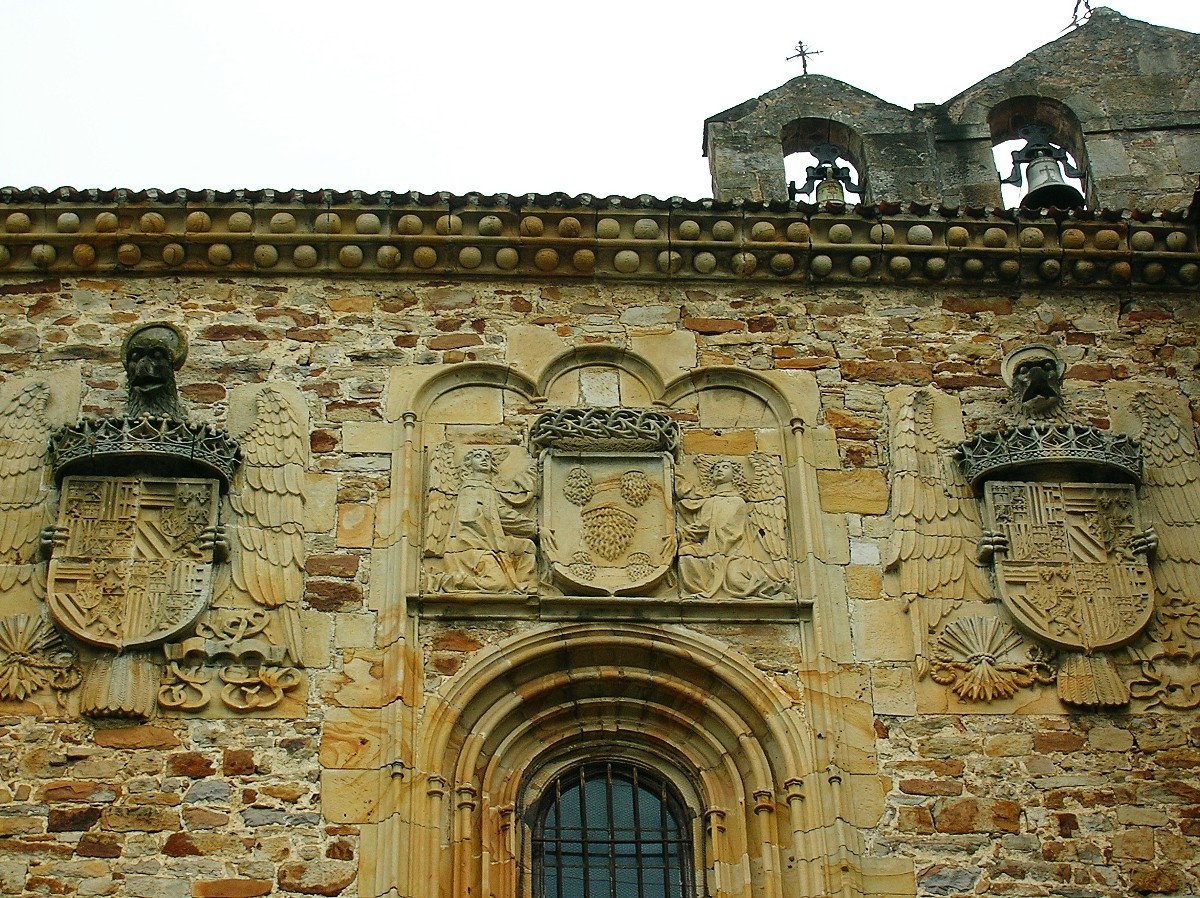
Relieves heráldicos en la fachada oeste
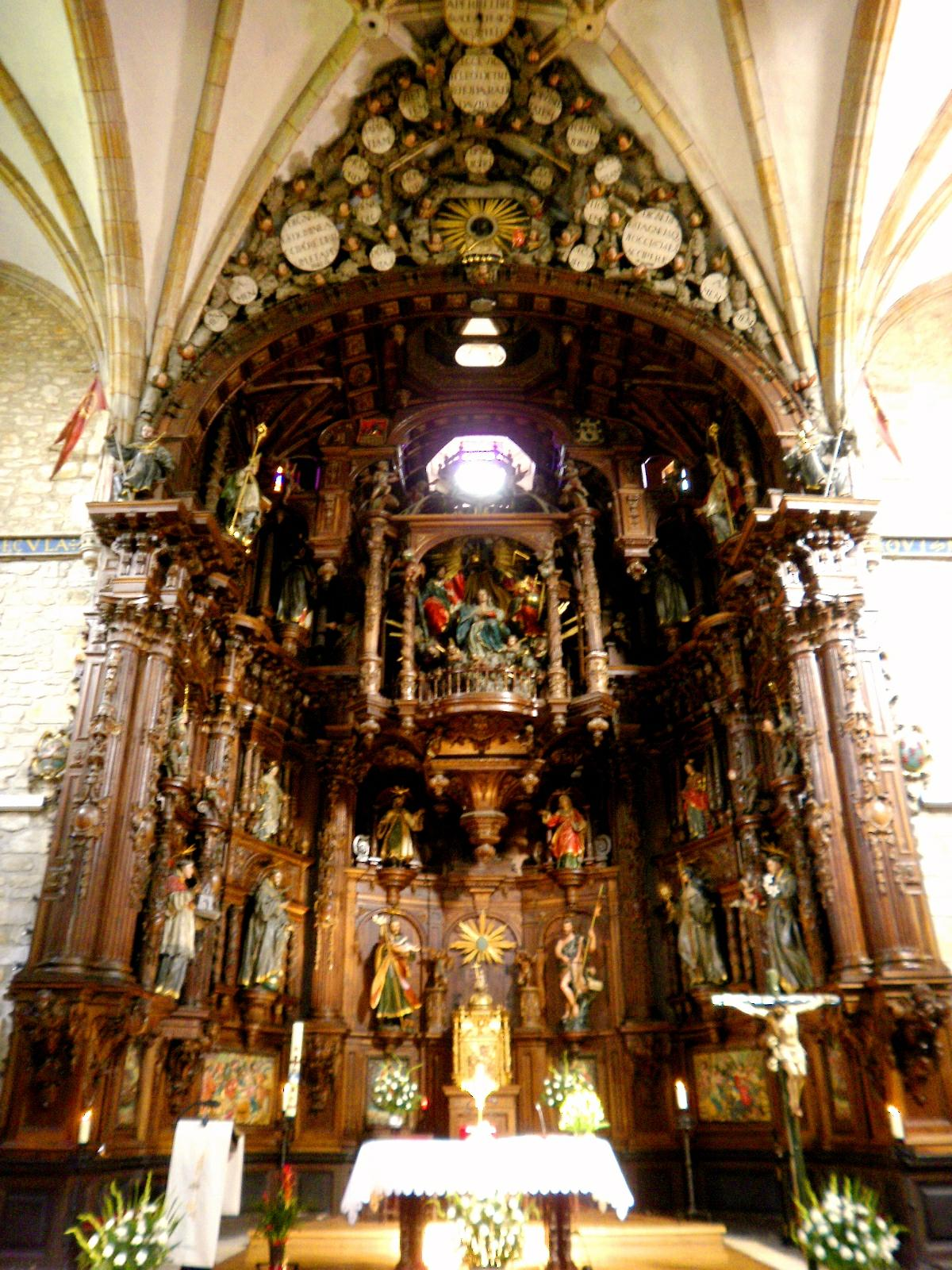
Retablo mayor barroco-rococó
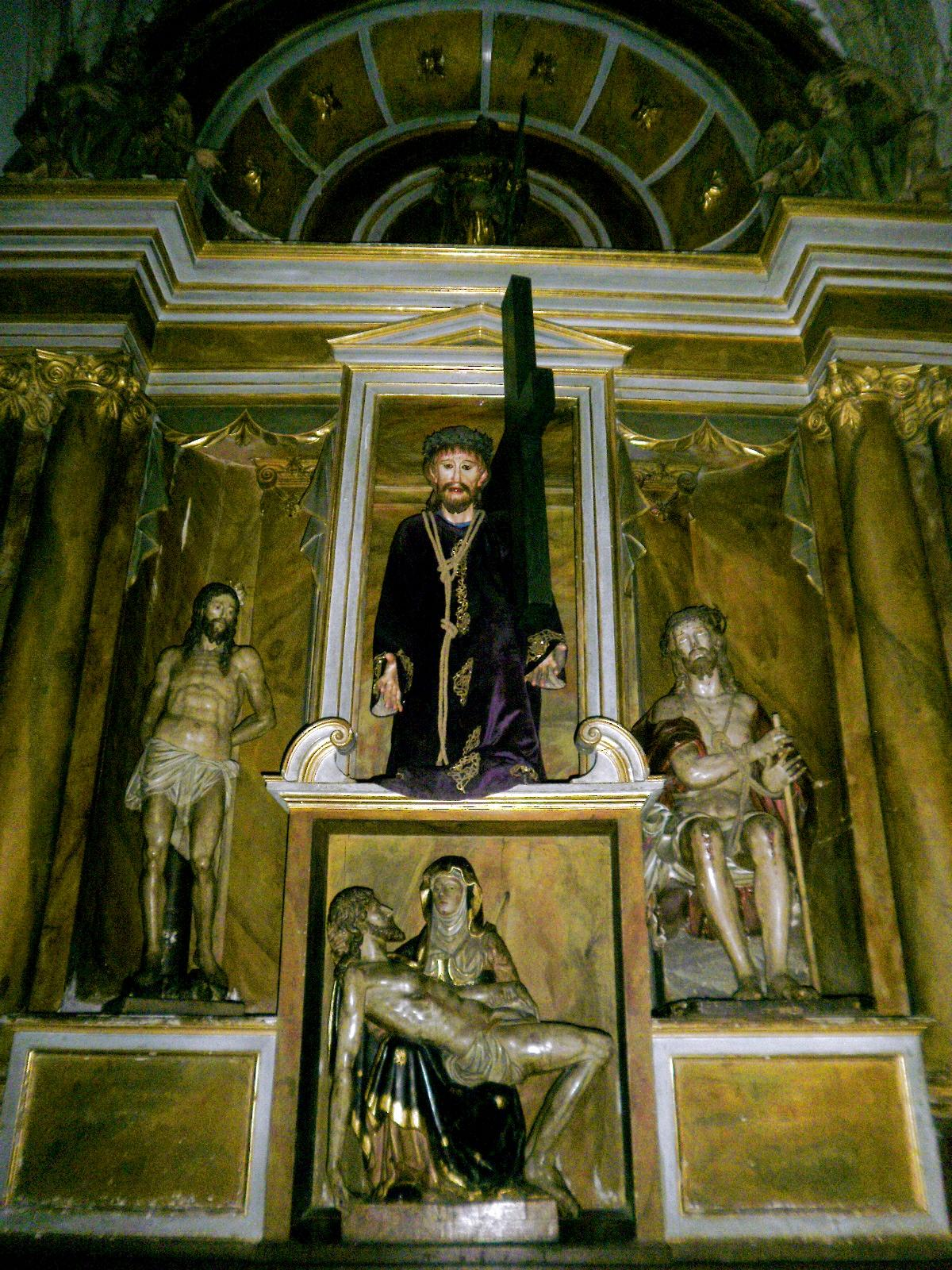
Retablo con cuatro tallas de Cristo

- Datos: Q942313
- Multimedia: Monastery of Bidaurreta / Q942313